# 961 Gunnie
961 Gunnie este un asteroid din centura principală, descoperit pe 10 octombrie 1921, de Karl Reinmuth.